# Lamennaisia gracilicornis
Lamennaisia gracilicornis är en stekelart som först beskrevs av De Santis 1964.  Lamennaisia gracilicornis ingår i släktet Lamennaisia och familjen sköldlussteklar. Inga underarter finns listade i Catalogue of Life.